# Hendrik Marius van Nes
Hendrik Marius van Nes (Goedereede, 31 maart 1862 - Leiden, 18 augustus 1946) was een Nederlands hoogleraar theologie. Hij behoorde tot de ethische richting in de Nederlandse Hervormde Kerk en zette zich in voor de reorganisatie van de zending in Nederland.

## Levensloop

### Studie en predikantschap
Van Nes had een uitstekend geheugen en was daardoor in staat al als 16-jarige de vijfjarige HBS te Schiedam te voltooien. Hierna was hij twee jaar leerling van het gymnasium van de predikant Jan van Dijk Mzn. in de Villa Ruimzicht te Doetinchem, dat speciaal was opgericht om jongens voor te bereiden op de opleiding tot predikant. Van Nes studeerde vanaf 1880 theologie en klassieke talen aan de Universiteit van Amsterdam en promoveerde in beide vakken. In 1887 sloot hij zijn studie theologie af met een proefschrift over het gebruik van het Nieuwe Testament in de brieven van Clemens, die behoren tot de vroegste christelijke geschriften. De hoogleraren Allard Pierson en Pierre Daniël Chantepie de la Saussaye stelden de begaafde student in staat een studiereis door Groot-Brittannië te maken, waar hij de inwendige zending leerde kennen.
In 1888 werd Van Nes predikant te Woudenberg. In deze gemeente voltooide hij zijn dissertatie over de Homerische kwestie, waarop hij in 1891 promoveerde tot doctor in de klassieke letteren. Een jaar later vertrok hij als predikant naar Rotterdam. Hier ontwikkelde hij zich tot een popularisator van de wetenschappelijke theologie en werd hij docent aan de opleidingsschool van het Nederlandsch Zendeling Genootschap te Rotterdam. In 1900 werd hij predikant te Den Haag.

### Zending en hoogleraarschap
In 1905 werd Van Nes de eerste rector van de Nederlandse Zendingsschool, die ontstond door de fusie van de opleidingen van het Nederlands Zendelinggenootschap en de Utrechtse Zendingsvereniging. Deze functie vervulde hij slechts twee jaar. In 1907 werd Van Nes hoogleraar vanwege de Nederlandse Hervormde Kerk aan de Universiteit Leiden. Dit betekende niet het einde van zijn betrokkenheid bij het zendingsonderwijs. Van 1912 tot 1937 was hij voorzitter van het bestuur van de zendingsschool en hij speelde een belangrijke rol bij de verhuizing in 1917 van Rotterdam naar het nabij Leiden gelegen Oegstgeest. Hierdoor kregen de aspirant-zendelingen meer mogelijkheden om het onderwijs in de oosterse talen aan de Leidse universiteit te volgen.
Aan de universiteit doceerde Van Nes de vakken leerstellige godgeleerdheid, zedekunde, zending en kerkrecht. Als kerkelijk hoogleraar bleef hij betrokken bij het werk in de plaatselijke gemeente als voorganger in kerkdiensten en ziekenbezoeker. In 1932 ging Van Nes op 70-jarige leeftijd met emeritaat, maar hij was tot kort voor zijn overlijden in 1946 nog actief als schrijver, onder andere over de recente geschiedenis van de zending in Nederland.

## Theologie
In zijn inaugurele rede liet Van Nes zich kennen als een vertegenwoordiger van de ethische richting in de lijn van J.H. Gunning jr. bij wie hij in Amsterdam college had gelopen. Van Nes typeerde zijn eigen visie op de Bijbel als historisch-suprahistorisch. Hiermee bedoelde hij dat de historische context een grote rol diende te spelen in de uitleg van de Bijbel, maar dat het onderzoek niet beperkt mocht blijven tot alleen historische vragen. De Bijbel had voor Van Nes ook een blijvende, suprahistorische betekenis. Op deze wijze creëerde hij voor zichzelf een positie buiten het conflict tussen de moderne theologie en de orthodoxie over het al dan niet werkelijk gebeurd zijn van de in de Bijbel beschreven gebeurtenissen.
- Biografisch Portaal: 43417174
- Digitale Bibliotheek voor de Nederlandse Letteren: nes_002
- Gemeinsame Normdatei: 1054129827
- Nederlandse Thesaurus van Auteursnamen: 071832750
- Virtual International Authority File: 283884033
- WorldCat: E39PBJc7Vjr4Yyw96hfCJVjgrq